# Multiples of Black
Multiples of Black è il quinto album della band heavy metal statunitense Helstar.
Il disco, pubblicato nel 1995 da Massacre Records, è stato prodotto da David Ellefson storico bassista dei Megadeth.

## Tracce
1. No Second Chance (In the Angry City) – 3:10
2. Will I Catch It Again – 3:04
3. Lost to Be Found, Found to Be Lost – 4:20
4. When We Only Bleed – 3:09
5. Reality – 1:39
6. Good Day to Die – 3:37
7. Beyond the Realms of Death – 5:40 – cover dei Judas Priest[2]
8. Save Time – 4:36
9. Black Silhouette Skies – 4:34
10. The Last Serenade – 1:09 – strumentale

## Formazione
- James Rivera – voce
- Aaron Garza – chitarra
- D. Michael Heald – chitarra
- Jerry Abarca – basso
- Russel DeLeon – batteria